# Polysyncraton circulum
Polysyncraton circulum är en sjöpungsart som beskrevs av Kott 1962. Polysyncraton circulum ingår i släktet Polysyncraton och familjen Didemnidae. Inga underarter finns listade i Catalogue of Life.